# Witalij Kwaszuk
Witalij Ołehowycz Kwaszuk, ukr. Віталій Олегович Квашук (ur. 1 kwietnia 1993 w Kijowie) – ukraiński piłkarz, grający na pozycji pomocnik lub napastnika.

## Kariera piłkarska

### Kariera klubowa
Wychowanek klubów Widradny Kijów, Dynamo Kijów i Metałurh Donieck, barwy których bronił w juniorskich mistrzostwach Ukrainy (DJuFL). Karierę piłkarską rozpoczął 23 lipca 2010 w drużynie rezerw Metałurha Donieck, a 1 grudnia 2012 debiutował w podstawowym składzie donieckiej drużyny. W czerwcu 2013 został piłkarzem Zorii Ługańsk. 24 lutego 2016 przeszedł do białoruskiego klubu Tarpieda-BiełAZ Żodzino, w którym grał do 26 czerwca 2016. 18 lipca 2016 został piłkarzem Olimpika Donieck. 18 września 2016 za obopólną zgodą kontrakt został anulowany. 6 lutego 2017 został piłkarzem FK Witebsk. 22 lutego 2018 przeniósł się do Niomanu Grodno. 17 lipca 2018 został piłkarzem Sabahu Baku. 26 stycznia 2019 przeniósł się do FK Homel. 14 lutego 2020 przeszedł do FK RFS.

### Kariera reprezentacyjna
Występował w juniorskich reprezentacjach Ukrainy U-17 i U-19.

## Sukcesy i odznaczenia

### Sukcesy klubowe
Tarpieda-BiełAZ Żodzino
- zdobywca Pucharu Białorusi: 2016